# Astragalus inversus
Astragalus inversus är en ärtväxtart som beskrevs av Marcus Eugene Jones. Astragalus inversus ingår i släktet vedlar, och familjen ärtväxter. Inga underarter finns listade i Catalogue of Life.

## Bildgalleri

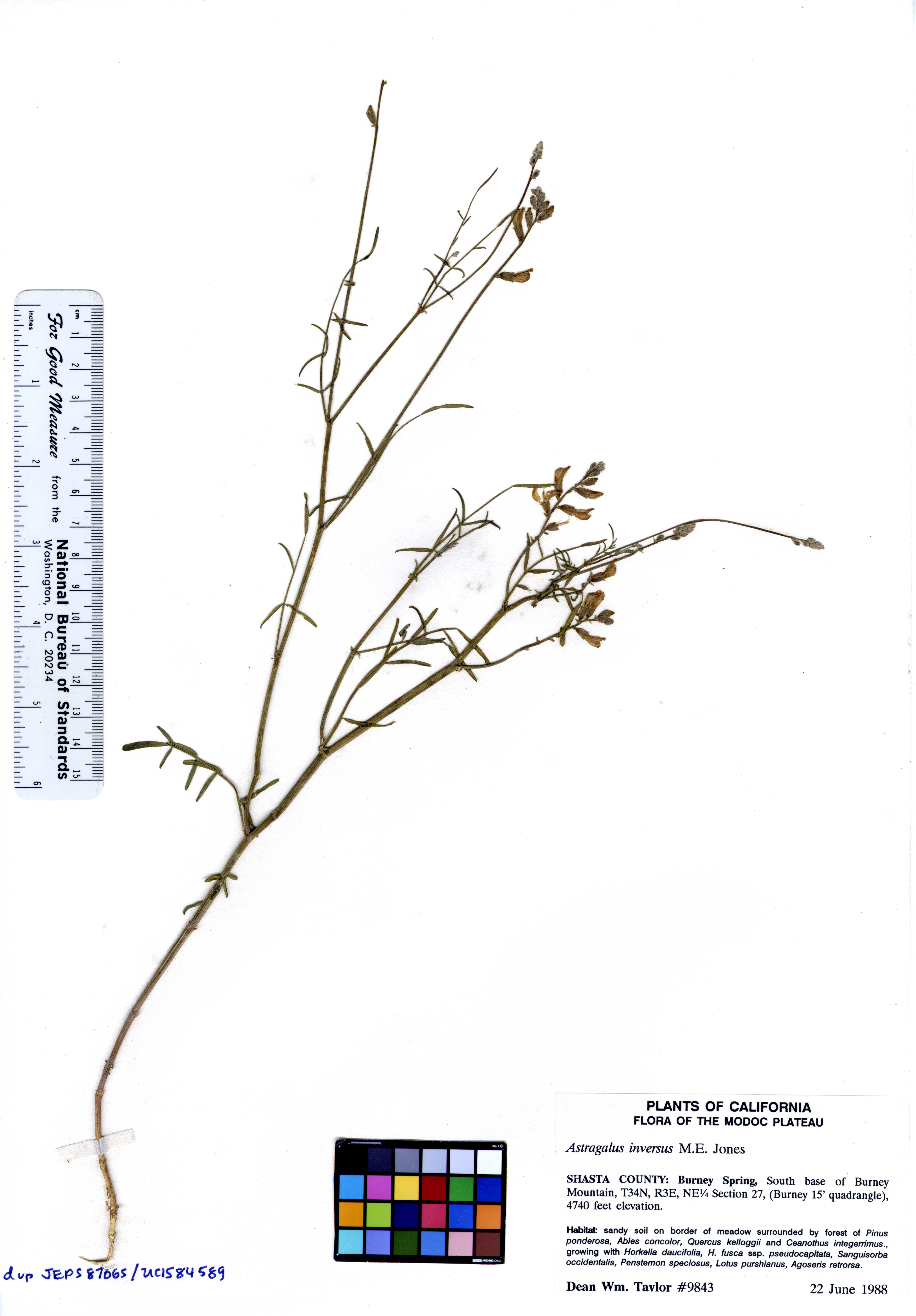
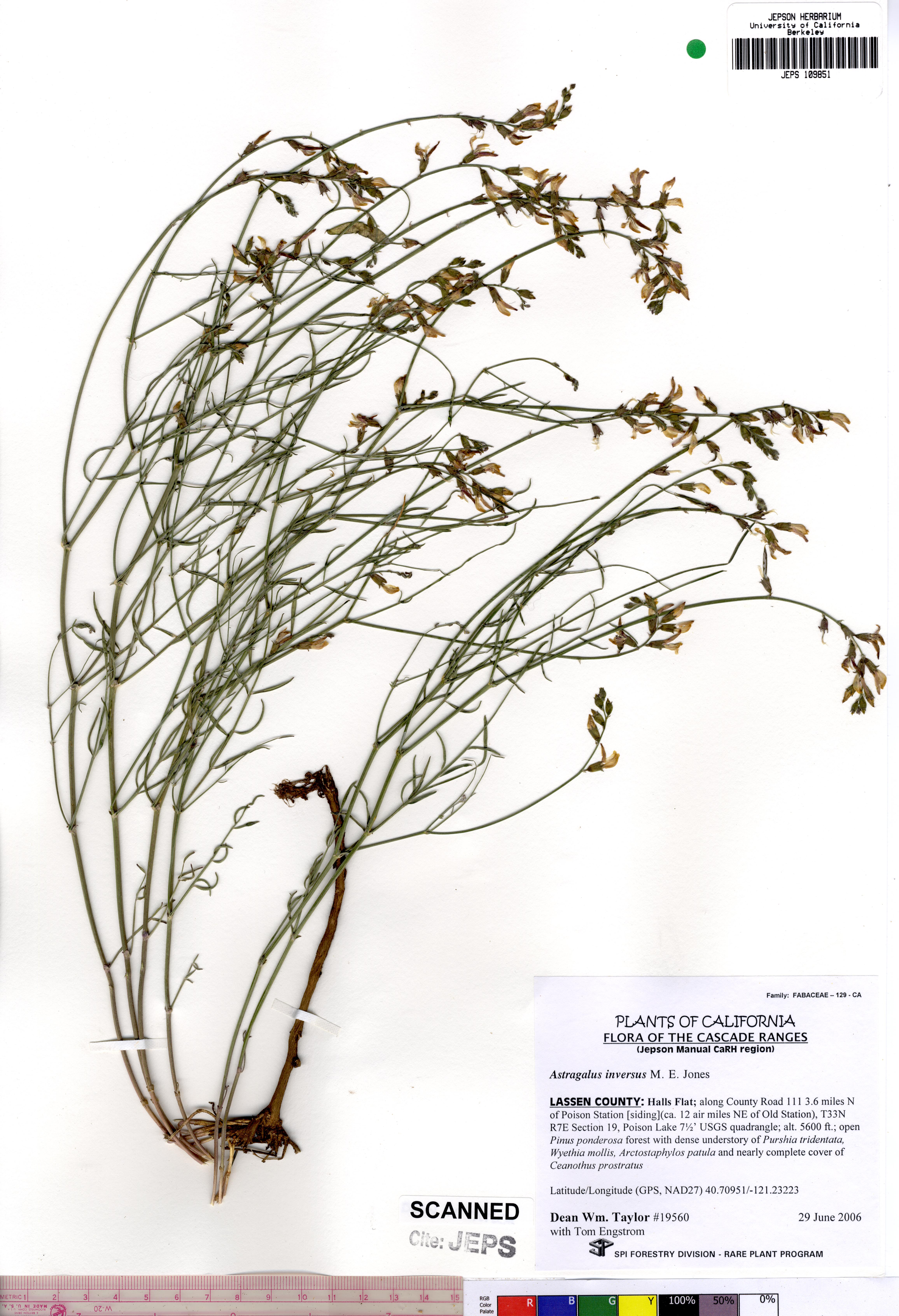